# Caserne Napoléon
La caserne Napoléon est une ancienne caserne située à Paris, dans le 4e arrondissement.

## Situation et accès
La caserne est délimitée :
- au nord, par la rue de Rivoli ;
- l'est par la place Baudoyer ;
- au sud par la rue François-Miron et la place Saint-Gervais ;
- à l'ouest, par la rue de Lobau.

## Historique
À la suite de la révolution française de 1848, Louis-Napoléon Bonaparte décide en 1849 de construire une nouvelle caserne en vue de protéger l'hôtel de ville de Paris. La construction de cette caserne s'inscrit également dans le cadre des transformations de Paris sous le Second Empire : la rue de Rivoli est prolongée à l'est, entraînant un réaménagement en profondeur du quartier environnant l'hôtel de ville.
Un décret du 20 avril 1852 prévoit que « le préfet de la Seine, agissant au nom de la ville de Paris, est autorisé à livrer gratuitement au département de la guerre un terrain de huit mille deux cent quarante-sept mètres, au nord-est de l'Hôtel de Ville [...], pour la construction d'une caserne aux frais de l’État ». Ce même décret prévoit que « le sol livré au département de la guerre restera la propriété de la ville de Paris, et lui fera retour dans le cas où l’État renoncerait, à une époque quelconque, à l'utiliser pour le service militaire ». 
La construction de la caserne Napoléon, sur les plans du capitaine du génie Guillemant, commence en 1852 et s’achève en 1854. Une seconde caserne dite, caserne Lobau, est édifiée au sud de la place Saint-Gervais sur les plans de l’architecte Louis Janvier.
En 1908, une partie de la caserne Napoléon est acquise par la ville. La garde républicaine quitte définitivement les lieux en 2010. La Direction de la prévention, de la sécurité et de la protection (DPSP) y est regroupée. À compter de la rentrée 2021, ses effectifs sont intégrés  au sein de la Police municipale de Paris, et la DPSP est remplacée par la Direction de la police municipale et de la prévention (DPMP) qui vient d'être créée par la maire Anne Hidalgo. Y sont installés également, depuis 2017, les bureaux de la Mission Médiation de la Ville de Paris[réf. nécessaire].

## Note et référence
1. ↑  Adolphe Alphand (dir.), Adrien Deville et Émile Hochereau, Ville de Paris : Recueil des lettres patentes, ordonnances royales, décrets et arrêtés préfectoraux concernant les voies publiques, Paris, Imprimerie nouvelle (association ouvrière), 1886 (lire en ligne), « Décret du 20 avril 1852 », p. 263
2. ↑  « Un QG sécurité à la caserne Napoléon », Le Parisien, 28 mars 2011 [lire en ligne]
3. ↑  « Avec la police municipale de Paris, nous proposons un modèle alternatif », La Gazette des Communes, 30 juin 2021 [lire en ligne]
4. ↑  Jean-Marc Leclerc, « La police municipale d’Anne Hidalgo comptera 5000 agents à l’horizon 2026 », Le Figaro,‎ 10 septembre 2021, p. 8 (lire en ligne).